# Facheiroa ulei
Facheiroa ulei (Gürke) Werderm. es una especie de planta fanerógama de la familia Cactaceae. 

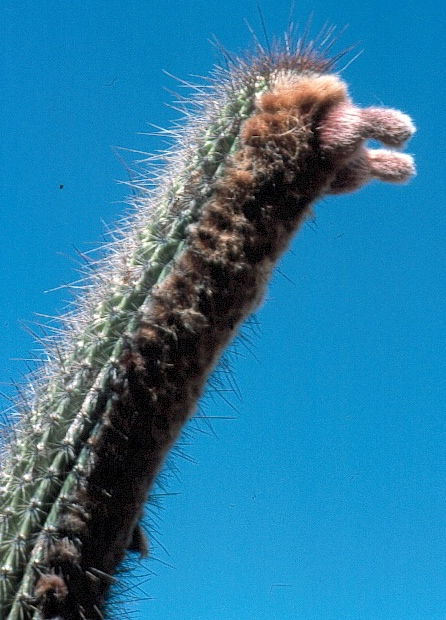
Vista de la planta

## Distribución
Es endémica de Bahía en Brasil. Es una especie rara en la vida silvestre. Su hábitat natural son las áreas rocosas y los áridos desiertos.

## Descripción
Facheiroa ulei tiene un crecimiento arbustivo, con un máximo de 40 ramas y alcanzando hasta 5 metros de altura. El tallo de color gris oscuro a verde con brotes que tienen un diámetro de 5-7 centímetros. Tiene de 15 a 20 costillas. Las 2 a 4 espinas centrales son rojizo-marrón y miden  1-3 centímetros de longitud y las 10 a 15 espinas radiales de 1 a 1,5 cm de largo. El cefalio de 20 centímetros de largo (o más) y de 2 a 4 cm de ancho se cubre de pelo castaño rojizo, que son de hasta 5 mm de largo.
Las blancas flores son de 3 a 4,5 cm de largo y tienen diámetros de 1,7 a 2,8 centímetros. Los verdosos frutos miden hasta 6 cm de largo y tiene un diámetro de 3-4 centímetros.

## Taxonomía
Facheiroa ulei fue descrita por (Gürke) Werderm. y publicado en Brasil. Sauelenkakteen 113. 1933
Etimología
Facheiroa: nombre genérico que se deriva de la palabra "Facheiro" por el nombre vulgar por el que estos cactus son llamados en Brasil.
Sinonimia
- Cephalocereus robustus Britton & Rose
- Cephalocereus ulei (K.Schum.) Gürke
- Cephalocereus ulei (K. Schum.) Borg
- Cereus pubiflorus (Britton & Rose) Vaupel
- Cereus ulei (K.Schum.) A.Berger
- Cereus ulei (K.Schum.) Luetzelb.
- Espostoa ulei (K.Schum.) Buxb.
- Facheiroa pubiflora Britton & Rose
- Pilocereus ulei K.Schum.
- Pilosocereus ulei (K.Schum.) Byles & G.D.Rowley
- Pseudopilocereus ulei (K.Schum.) Buxb.[3]